# フィリップ・ジルベール
フィリップ・ジルベール（Philippe Gilbert、1982年7月5日 - ）は、ベルギー・ヴェルヴィエ出身の自転車競技（ロードレース）選手。
アルデンヌ・クラシック（アムステルゴールドレース、フレッシュ・ワロンヌ、リエージュ〜バストーニュ〜リエージュ）同一年度完全制覇や、2週間あまりでクラシック、セミクラシック級レースの4連続優勝を2回も果たすなど、クラシックレースで顕著な実績を持つが、グランツールでもステージ通算10勝以上を挙げている。
弟のジェロームもロードレース選手であり、1962年の世界選手権自転車競技大会ロードレース女子で優勝したマリー＝ローズ・ガイヤールは叔母である。

## 経歴

### 2003年
- フランセーズ・デ・ジューとプロ契約を結ぶ。
- ツール・ド・ラブニールにおいてポイント賞を獲得。

### 2004年
- ジロ・デ・イタリア 初出場（総合32位）
- パリ〜コレーズ 総合優勝
- パリ〜ブリュッセル 2位

### 2005年
- ツール・ド・フランス 初出場（総合70位）

### 2006年
- オムロープ・ヘット・フォルク 優勝
- グランプリ・ド・フルミー 優勝
- グランプリ・ド・ワロニー 優勝

### 2007年
- ブエルタ・ア・エスパーニャ 初出場（総合69位）

### 2008年
- ツアー・ダウンアンダー 山岳賞
- オムロープ・ヘット・フォルク 優勝
- ブエルタ・ア・マジョルカ 総合優勝（区間2勝）
- ツール・ド・フランス 第1ステージでは、アレハンドロ・バルベルデに続く2位
- ブエルタ・ア・エスパーニャ 第6ステージでもパオロ・ベッティーニと同タイムの2位に入った。
- パリ〜ツール スプリント争いを制して優勝した。

### 2009年

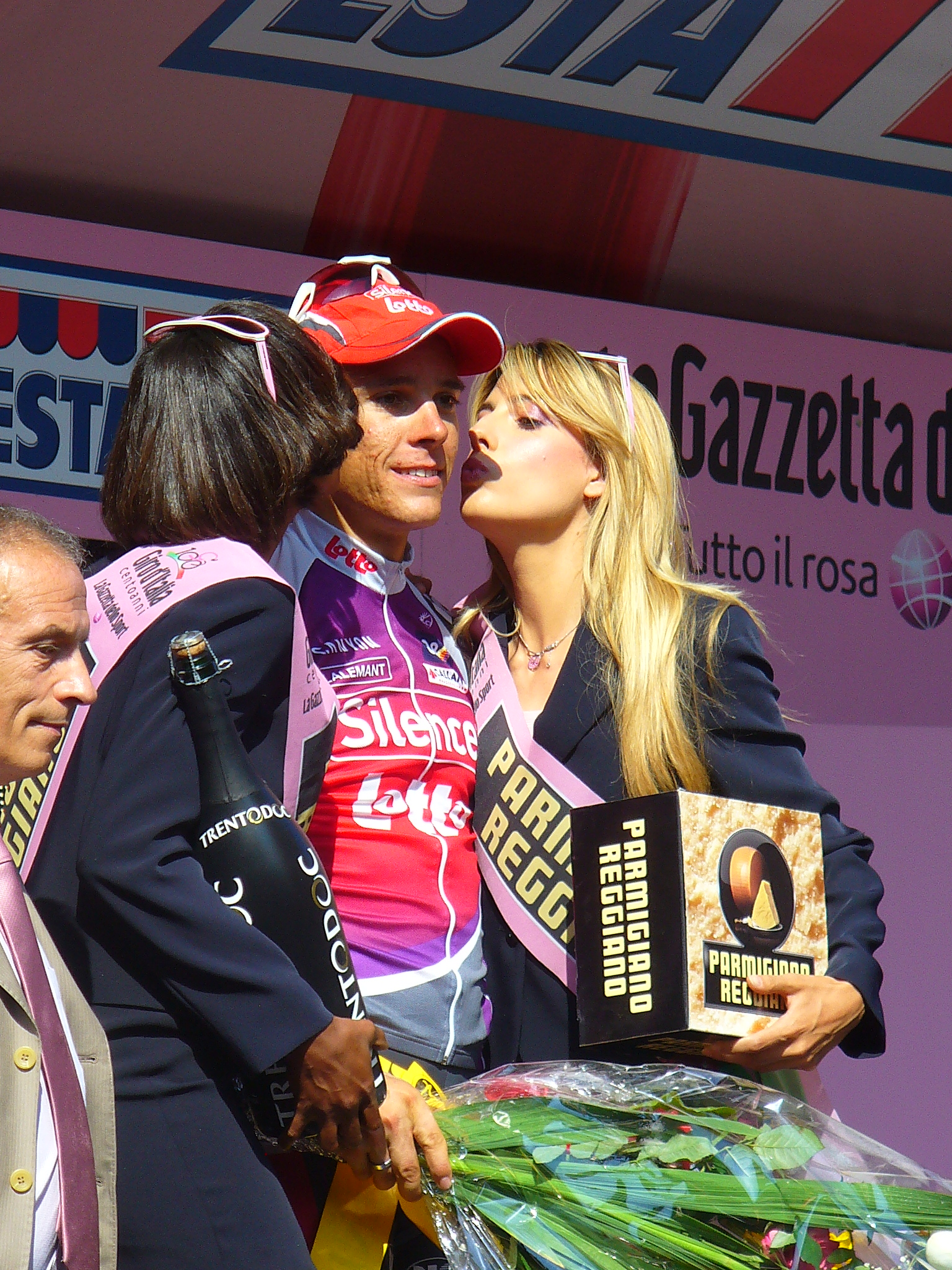

- サイレンス・ロット（現・オメガファーマ・ロット）に移籍。
- ロンド・ファン・フラーンデレン 3位
- ジロ・デ・イタリア 第20ステージを制し、グランツール区間初勝利
- アムステルゴールドレース 4位
- リエージュ〜バストーニュ〜リエージュ 4位
- 世界選手権・個人ロードレース 6位
- 10月には
  - コッパ・サバティーニ
  - パリ〜ツール
  - ジロ・デル・ピエモンテ
  - ジロ・ディ・ロンバルディアを続けて制覇、わずか14日間でワンデーレース4勝を挙げた（パリ〜ツールは連覇を達成）。
- ステル・エレクトロトゥール 総合優勝

### 2010年
- アムステルゴールドレース 優勝
- ヘント〜ウェヴェルヘム 3位
- ロンド・ファン・フラーンデレン 3位
- ブエルタ・ア・エスパーニャでは、第3、第19ステージを制覇。また第3〜第7ステージにおいて総合首位に立った。
- 2年続けて、ジロ・デル・ピエモンテとジロ・ディ・ロンバルディアを制覇。

### 2011年
- モンテパスキ・ストラーデ・ビアンケ 優勝

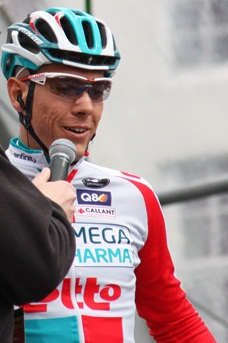

- ティレーノ〜アドリアティコ 総合9位、区間1勝（第5）
- ミラノ〜サンレモ 3位
- ロンド・ファン・フラーンデレン 9位
- 4月13日から24日までの間に、クラシック、セミクラシックレースで4連続優勝を果たした。
  - ブラバンツ・パイル 優勝
  - アムステルゴールドレース 優勝。ヤン・ラース以来となる史上2人目の2連覇を達成。
  - フレッシュ・ワロンヌ 優勝
  - リエージュ〜バストーニュ〜リエージュ 優勝。2004年のダビデ・レベリン以来の「アルデンヌ3連覇」を達成。
- ツール・ド・ベルギー 総合優勝
- ステル・ZLM・トゥール 総合優勝
- ベルギー選手権
  - 個人ロードレース 優勝
  - 個人タイムトライアル (ITT) 優勝
- ツール・ド・フランス
  - 区間1勝（第1）
  - ポイント賞部門3位
  - マイヨ・ジョーヌ着用1日。
- クラシカ・サンセバスティアン 優勝
- エネコ・ツアー 総合2位、区間1勝（第3）
- グランプリ・シクリスト・ド・ケベック 優勝
- グランプリ・シクリスト・ド・モンレアル 3位
- グランプリ・ド・ワロニー 優勝
- 世界選手権・個人ロードレース 17位
- ジロ・ディ・ロンバルディア 8位
- UCIワールドツアー 個人総合優勝

### 2012年

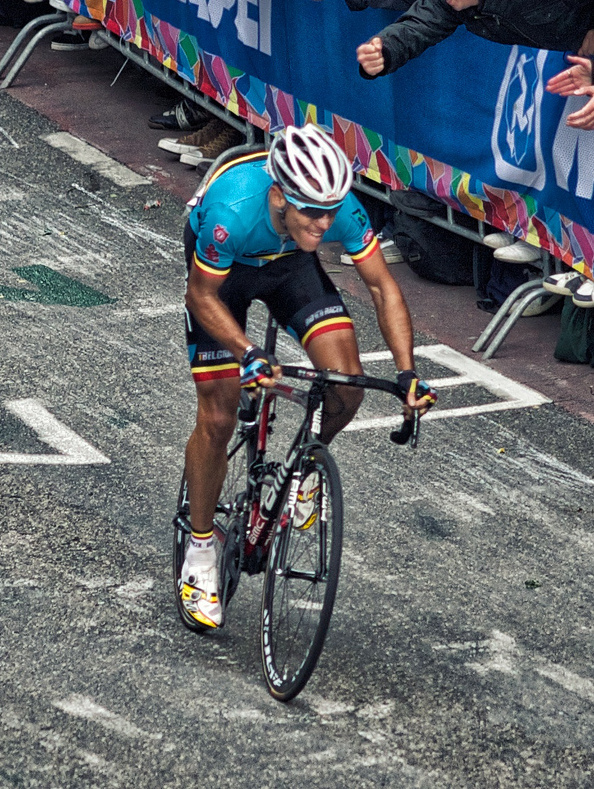
世界選手権ラストに登場したカウベルフでのアタック

- BMC・レーシングチームに移籍。
- アムステルゴールドレース 6位
- フレッシュ・ワロンヌ 3位
- ロンドンオリンピック
  - 個人ロード 19位
  - ITT 17位
- ブエルタ・ア・エスパーニャ
  - 第9ステージ 優勝
  - 第19ステージ 優勝
- ロードレース世界選手権
  - チームタイムトライアル 2位
  -  個人ロードレース 優勝

### 2013年

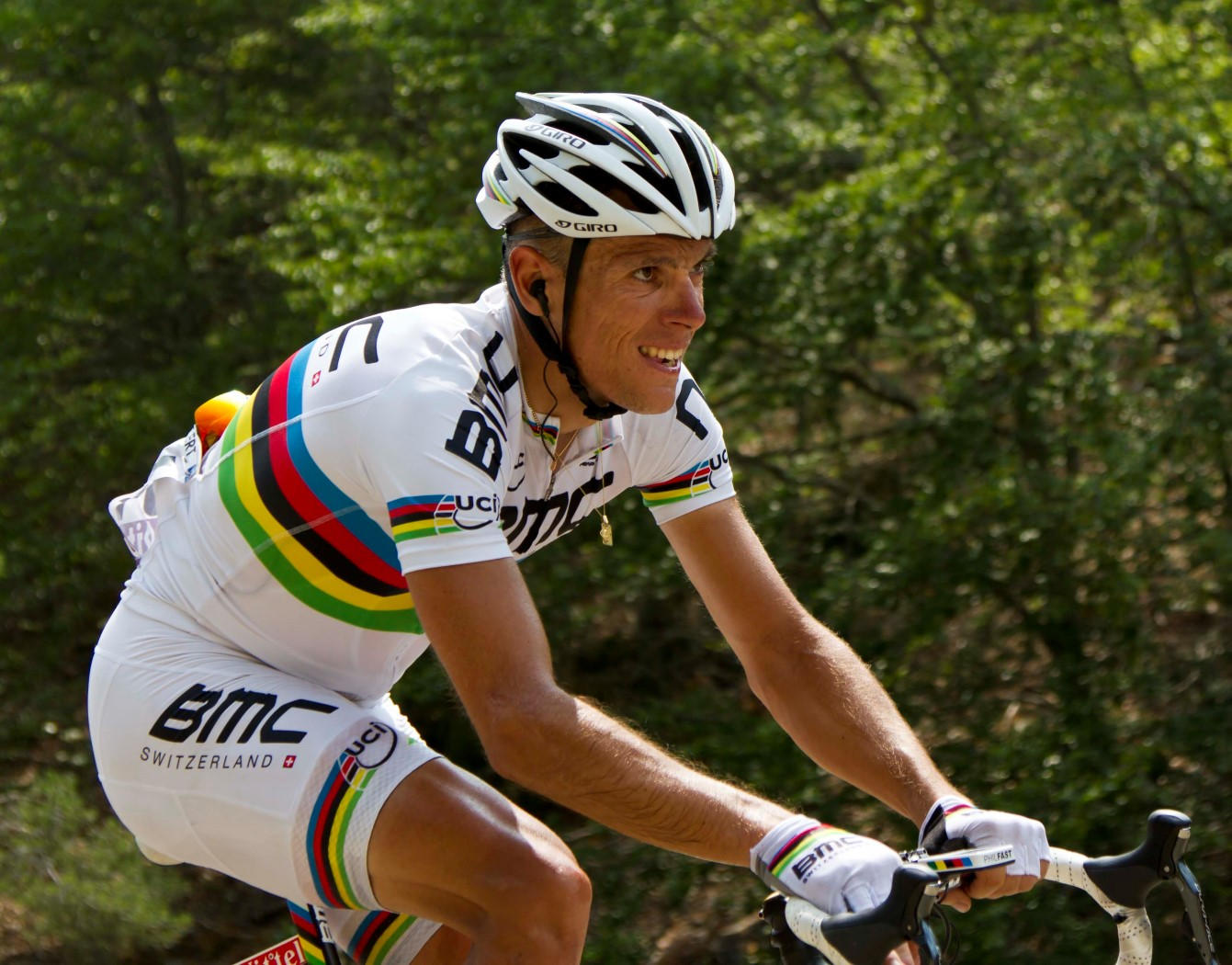
ツール・ド・フランス2013にて

- リエージュ〜バストーニュ〜リエージュ 7位
- ツール・ド・ベルギー 総合3位

### 2014年
- ブラバンツ・パイル 優勝
- アムステルゴールドレース 優勝

### 2016年
- ベルギー選手権
  - 個人ロードレース 優勝

### 2017年
- クイックステップ・フロアーズに移籍
- ドワルス・ドール・フラーンデレン 2位
- E3・ハレルベーク 2位
- デ・パンネ3日間 総合優勝
  - スプリント賞　
  - 区間1勝（第1ステージ）
- ロンド・ファン・フラーンデレン 優勝
- アムステルゴールドレース 優勝

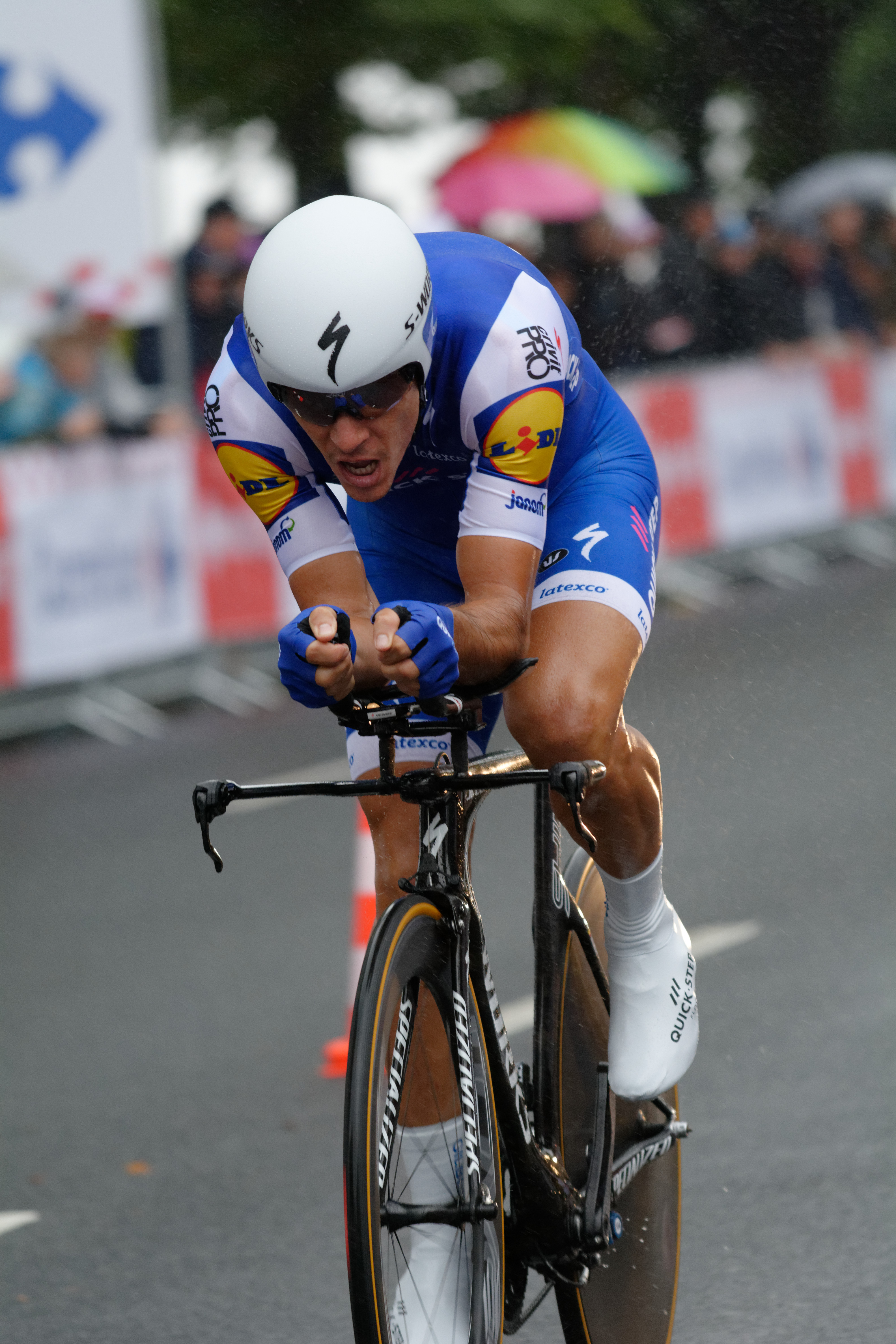
ツール・ド・フランス2017にて

- ツール・ド・スイス 区間優勝（第2ステージ）

### 2018年
- E3・ハレルベーク 2位
- ロンド・ファン・フラーンデレン 3位
- グランプリ・ディスベルグ 優勝

### 2019年
- ツール・ド・ラ・プロヴァンス 区間優勝（第3ステージ）
- パリ〜ルーベ 優勝
- ブエルタ・ア・エスパーニャ 区間優勝（第12,17ステージ）

### 2020年
- 2011年まで在籍した古巣であるロット・スーダルに移籍したが成績は振るわなかった。

最高成績はツール・ド・ワロニーの第4ステージでの2位に留まり、更にステージレースでの総合優勝も無かったためにエリートカテゴリーとしてのフルシーズン1年目だった2003年 (前年の4月に勝利はあったが、当年は9月からのトレーニー契約だった) 以来となる年間0勝に終わった。

### 2021年
- 4月19日、2022年シーズンでの引退を発表[1]。

### 2022年
- ダンケルク4日間レース  総合優勝（第3ステージ優勝）

## タイプ
- 生まれがアルデンヌ地方であるため、舗装路での丘越えによる細かいアップダウンを繰り返すアルデンヌ・クラシックを得意とする典型的なパンチャーである。栗村修曰く、「分かっていても止められない」と称される程の上り勾配区間での爆発的なアタックを最大の持ち味とする。平地でのスプリントでは本職のスプリンターに対しては劣るものの、10%を超え20%に達するような短距離の激坂スプリントでは圧倒的な力を発揮する。
- フランドル地方に多く見られる石畳レースにも強く、ロンド・ファン・フラーンデレンでは2009、2010と二度3位に入り、2017年には優勝[2]。2019年はパリ〜ルーベを制した。